# Привиденьевые
Привиде́ньевые, или па́лочники, или листови́дки, или страши́лки (лат. Phasmatodea), — отряд насекомых, насчитывающих более 3000 видов. Название происходит от др.-греч. φάσμα — «привидение», «призрак», «фантом». Среда обитания более 3000 видов — тропики, хотя отдельные виды встречаются в США, России, Австралии.
В ископаемом состоянии известны с пермского периода.

## Распространение
Привиденьевые встречаются повсеместно, кроме Антарктиды и Патагонии. Они наиболее многочисленны в тропиках и субтропиках. Наибольшее видовое разнообразие наблюдается в Юго-восточной Азии и Южной Америке, а также в Австралии, Центральной Америке и на юге США. Более 300 видов обнаружено на острове Калимантан (Борнео) — это самое богатое региональное видовое разнообразие Phasmatodea в мире.
На территории стран бывшего СССР обитает 7 видов палочников, из них 6 (род Ramulus) встречаются в пустынях Закавказья, Средней Азии, южного Казахстана. На территории России обитают 2 вида: реликтовый уссурийский палочник (Baculum ussurianum) на Дальнем Востоке и палочник двубугорчатый (Ramulus bituberculatus) в Башкирии.

## Внешний вид и строение
К семейству относятся крупнейшие современные насекомые. Крупнейшим представителем семейства и крупнейшим ныне живущим насекомым считается палочник Phobaeticus chani. Наиболее крупный его экземпляр с Калимантана имеет длину 357 мм, а с вытянутыми конечностями — 567 мм. Предыдущим рекордсменом по длине тела был палочник Phobaeticus kirbyi с максимальной длиной 328 мм, а с вытянутыми конечностями — 546 мм. К крупнейшим видам относится и палочник Phryganistria heusii yentuensis с телом длиной до 32 см (до 54 см с вытянутыми конечностями).
Форма тела палочковидная, листовидная, часто с шипами и выростами, которые имитируют различные части растений либо лишайники. Окраска покровительственная, защитная, коричневая или зелёная, может варьироваться от светлого к тёмному, в зависимости от освещения и некоторых других факторов. Изменение яркости цвета обусловлено сжатием или расширением зёрнышек находящегося в гиподерме красящего пигмента. Так, листовидки (Phyllium) из тропиков Юго-Восточной Азии окраской и формой тела мимикрируют под листья растений — основная окраска этих насекомых ярко-зелёная, но также встречаются формы с желтой и оранжевой окраской. У многих видов окраска часто с чёрными или коричневыми пятнами по краям тела, что придаёт дополнительное сходство с листом.
Голова небольшая, шаровидная с округлыми глазами, нитевидными или щетинковидными усиками и направленным вперёд грызущим ротовым аппаратом. Переднеспинка имеет почти квадратную форму, средний отдел груди сильно удлинён, брюшко 10-члениковое, сильно вытянутое или имеющее листообразную форму. Усики находятся на передней части головы и могут иметь длину как короче головы, так и намного длиннее тела. Ноги длинные, тонкие, с 5-члениковыми лапками и присоской между коготками. На бедрах передних ног выемки. Надкрылья чаще всего укорочены или отсутствуют; крылья иногда бывают хорошо развиты, веерообразной формы, иногда укорочены, а чаще так же отсутствуют. Самки обычно крупнее самцов и имеют в конце брюшка невыступающий короткий яйцеклад.
В основном имеют сходство с палочками или листьями, от чего и произошло их название. Тело может быть снабжено шишками, спинными хребтами или лиственными расширениями и выступами. При этом больший эффект достигается за счёт долгой неподвижности и принимаемой насекомым позы.
Для сидящего в криптической (защитной) позе палочника характерна так называемая каталепсия, при которой придатки тела находятся в состоянии «восковой гибкости». Если в это время придать палочнику какую-либо позу, то он останется в таком положении, пока не выйдет из каталепсии. Даже удаление какой-либо части тела не приведет его в нормальное состояние.

## Защитные адаптации
Привиденьевые демонстрируют разнообразные механизмы защиты от хищников, которые в первую очередь предотвращают нападение (первичная защита), и защиту, которая развертывается после того, как нападение уже произошло (вторичная защита).
Защитный механизм, наиболее легко идентифицируемый у Phasmatodea, — это камуфляж во внешней форме, мимикрирующий растения. Известно, что большинство привиденьевых эффективно воспроизводят формы палочек и листьев, а тела некоторых видов (таких как Pseudodiacantha macklotti и Bactrododema centaurum) покрыты мхом или наростами лишайников, дополняющими их общую маскировку. Оставаясь абсолютно неподвижным, они становятся незаметными. Некоторые виды обладают способностью изменять цвет при изменении окружающей среды (Bostra scabrinota, Timema californica). Ещё одной поведенческой адаптацией, кроме защитной криптической окраски, может служить пример того, что ряд видов совершают раскачивающие движения, при котором тело раскачивается из стороны в сторону; считается, что это имитирует движение листьев или веток, покачивающихся на ветру. Другой метод, с помощью которого палочники избегают нападения хищников и напоминают ветки, — это каталептическое состояние, когда насекомое принимает жёсткую неподвижную позу, которую может поддерживать в течение длительного периода. Ночной образ жизни и ночные кормовые привычки имаго также помогают Phasmatodea оставаться скрытыми от хищников.
В качестве, казалось бы, противоположного метода защиты, многие виды привиденьевых стремятся испугать нападающего хищника, мигая яркими цветами, которые обычно скрыты, или издавая громкий шум. Когда их потревожат на ветке или листьях, некоторые виды, падая в подлесок, чтобы убежать, на мгновение распахивают крылья во время свободного падения, чтобы отобразить яркие цвета, которые исчезают, когда насекомое приземляется. Другие будут поддерживать свое яркое отображение до 20 минут, надеясь напугать хищника и придать видимость большего размера. Некоторые, такие как Pterinoxylus spinulosus, сопровождают визуальное отображение шумом, производимым трением частей крыльев друг о друга.
У некоторых видов, таких как молодые нимфы Extatosoma tiaratum, наблюдалось, что брюшко изгибается вверх над телом и головой, напоминая муравьёв или скорпионов в акте мимикрии, ещё один защитный механизм, с помощью которого насекомые избегают становления добычей. Яйца некоторых видов привиденьевых, таких как Diapheromera femorata, имеют мясистые выступы, напоминающие элайосомы (мясистые структуры, иногда прикрепляемые к семенам), которые привлекают муравьёв. Когда яйцо доставляется в колонию, взрослый муравей скармливает элайосому личинке, в то время как яйцо привиденьевых оставляют для развития в углублениях гнезда в защищенной среде.
При угрозе некоторые привиденьевые, имеющие шипы на бёдрах задних ног (Oncotophasma martini, Eurycantha calcarata, Eurycantha horrida, Diapheromera veliei, Diapheromera covilleae) отвечают, изгибая брюшко вверх и многократно сводя ноги вместе, хватаясь за нападающего. Если хищник будет пойман, его эти шипы проткнут насквозь; даже у людей эти шипы могут вызвать кровотечения и причинить значительную боль.
У некоторых видов привиденьевых есть пара особых желёз на переднем крае переднегруди, которые позволяют насекомому выделять защитные секреты, в том числе химические соединения различного действия: одни издают отчетливый запах, а другие могут вызвать жжение в глазах и во рту у хищника. Эта защитная жидкость часто содержит едко пахнущие летучие метаболиты, которые ранее считались сконцентрированными в насекомых из их растительных источников пищи. Однако теперь кажется более вероятным, что насекомое производит собственные защитные химические вещества.
Кроме того, химический состав защитного химиката по крайней мере от одного вида, Anisomorpha buprestoides, может варьироваться в зависимости от стадии жизни насекомого или конкретной популяции, частью которой оно является. Этот вариант химического распыления также соответствует региональным цветовым формам в популяциях Флориды, при этом разные варианты имеют разное поведение. Химикаты одного из видов, Megacrania nigrosulfurea, используются одним племенем в Папуа-Новой Гвинее для лечения кожных инфекций из-за его антибактериальных компонентов. Некоторые виды привиденьевых используют защитную секрецию более короткого действия, при которой индивидуумы рефлекторно испускают ядовитую гемолимфу (кровоточат) через суставы своих ног и швы экзоскелета, когда их кто-то беспокоит. Это позволяет гемолимфе, которая содержит ядовитые соединения, вытекать и отпугивать хищников. Еще одна уловка — отрыгивать содержимое своего желудка, когда данную особь преследуют, отпугивая потенциальных хищников.

## Жизненный цикл
Жизненный цикл палочника начинается с откладки самкой яиц с помощью одного из следующих способов. Она либо бросает свое яйцо на землю движением яйцеклада, либо всем своим брюшком осторожно помещает яйца в пазухи растения-хозяина, закапывает их в небольшие ямки в почве или прикрепляет яйца к субстрату, обычно к стеблю или листу пищевого растения. Одна самка откладывает от 100 до 1200 яиц после спаривания, в зависимости от вида.
Многие виды фазмид размножаются партеногенетически, то есть самки откладывают яйца без необходимости спариваться с самцами для получения потомства. Яйца таких девственных матерей полностью женские по генотипу, из них вылупляются нимфы, которые являются точными копиями их матерей. Виды палочников, которые являются продуктом гибридизации, обычно являются партеногенетически облигатными, но негибриды являются факультативными партеногенами, что означает, что они сохраняют способность к спариванию, а их половое поведение зависит от присутствия и численности самцов.
Яйца палочников по форме и размеру напоминают семена, имеют твердую оболочку. У них есть похожая на крышку структура, называемая оперкулумом на переднем конце, из которой нимфа выходит во время вылупления. Время до вылупления яиц варьируется от 13 до более 70 дней, в среднем от 20 до 30 дней. Некоторые виды, особенно из регионов с умеренным климатом, претерпевают диапаузу, когда развитие задерживается в зимние месяцы. Диапауза возникает из-за воздействия короткого светового дня на яйцекладку или может быть обусловлена генетически. Диапауза нарушается из-за зимнего холода, из-за чего яйца вылупляются только следующей весной. Среди видов, имеющих экономическое значение, таких как Diapheromera femorata, диапауза приводит к развитию двухлетних циклов вспышек их размножения.
Яйца многих видов несут капитулум, вздутие, похожее на шишку, покрывающее оперкулум. Эта структура привлекает муравьёв из-за своего сходства с элайосомами некоторых семян растений, которые являются востребованными источниками пищи для личинок муравьёв и обычно способствуют распространению семян муравьями, форма мутуализма растений и муравьёв, называемая мирмекохория. Муравьи переносят яйцо в своё подземное гнездо и могут удалить капитулум, чтобы накормить своих личинок, не нанося вреда эмбриону палочника. Там в муравейнике вылупляется яйцо, и молодая нимфа, которая первоначально напоминает муравья (ещё один пример мимикрии у привиденьевых), в конце концов выходит из гнезда и забирается на ближайшее дерево в безопасное место среди листвы. Яйца палочников имеют покрытие из оксалата кальция, благодаря которому они выживают в пищеварительном тракте птиц невредимыми. Было высказано предположение, что птицы могут играть роль в расселении партеногенетических видов палочников, особенно на острова.
Жизненный цикл Phasmatodea неполный — гемиметаболический, он проходит через серию из нескольких нимфальных возрастов. Выйдя из старых оболочек на поверхность, нимфа съедает свои прежние покровы. Возраст взрослой стадии имаго у большинства видов наступает через несколько месяцев и множество линек. Продолжительность жизни Phasmatodea зависит от вида, но составляет от нескольких месяцев до трех лет.

### Генетика
Число хромосом у палочников сильно варьирует: диплоидные числа колеблются от 22 до 80. Имеются данные для 144 таксонов, 37 из которых размножаются партеногенетически, а 83 из них имеют идентифицированные половые хромосомы. Большинство палочников имеют кариотип половых хромосом XO, что, вероятно, является системой предков (68 видов, присутствующих в 36 из 46 изученных родов), а меньшинство демонстрирует кариотипы половых хромосом XY (13 видов, 8 родов). Один вид, Didymuria violescens, имеет самцов с кариотипами половых хромосом как XO, так и XY. Число хромосом в этой группе сильно варьирует, а полиплоидия хорошо задокументирована в партеногенетических таксонах. Число диплоидных хромосом у палочников колеблется от 22 у некоторых видов до 80 у Sipyloidea sipylus.

## Систематика
Отряд Phasmatodea иногда рассматривается близким с такими отрядами как Blattodea, Mantodea, Notoptera и Dermaptera, но принадлежность к ним не определена, и группировка (иногда называемая «Orthopteroidea») может быть парафилетической (не иметь общего предка) и, следовательно, невалидна в традиционном описании (когда имеется набор признаков, который есть у всех участников). Phasmatodea, когда-то считавшиеся подотрядом Orthoptera, теперь рассматривается как отдельный отряд. Анатомические особенности отделяют их как монофилетическую (происходящую от общего предка) группу от прямокрылых. Один из таких признаков представителей Phasmatodea является пара экзокринных желез внутри переднегруди, используемых для защиты. Другой признак — наличие особого склерита (плотной пластины), называемого vomer, который позволяет самцу обхватить самку во время спаривания.
Отряд делится на два, или иногда, на три подотряда. Обычно выделяют подотряды Anareolatae и Areolatae, которые различаются в зависимости от того, имеет ли насекомое ареолу или округлые области на нижней стороне вершин средних и задних голеней (Areolate) или нет (Anareolate). Однако филогенетические (эволюционные) отношения между различными группами остаются нерешёнными. Монофилия подотряда Anareolatae подвергается сомнению, и морфология яиц может быть лучшей основой для классификации. Альтернативное деление Phasmatodea на три подотряда включает таксоны Agathemerodea (1 род и 8 видов), Timematodea (1 род и 21 вид) и Verophasmatodea для всех остальных таксонов. Это разделение отряда, однако, не полностью подтверждается молекулярными исследованиями, которые показывают, что Agathemerodea входит в состав Verophasmatodea, а не является сестринской группой для неё.

### Классификация
В настоящее время учёными описано 3100 видов (включая 54 ископаемых вида; Zhang, 2013), три подотряда, 13 семейств и 454 рода:
- Подотряд Agathemerodea
  - Agathemeridae — 1 род и 8 видов
- Подотряд Timematodea
  - Timematidae — 1 род и около 20 видов
- Подотряд Verophasmatodea
  - Инфраотряд Anareolatae
    - Семейство Diapheromeridae — около 1200 видов (138, 1210)
    - Семейство Phasmatidae — около 1000 видов (160, 991)

  - Инфраотряд Areolatae
    - Надсемейство Aschiphasmatoidea
      - Семейство Aschiphasmatidae (15 родов, 96 видов)
      - Семейство Damasippoididae (2, 6)
      - Семейство Prisopodidae (7, 52)

    - Надсемейство Bacilloidea
      - Семейство Anisacanthidae (10, 31)
      - Семейство Bacillidae (19, 54)
      - Семейство Heteropterygidae (27, 103)

    - Надсемейство Phyllioidea
      - Семейство Phylliidae (4, 51)

    - Надсемейство Pseudophasmatoidea
      - Семейство Heteronemiidae (12, 79)
      - Семейство Pseudophasmatidae (58, 327)
- † Надсемейство Susumanioidea
  - † Susumaniidae, включая † Cretophasmomima melanogramma

## Использование

### В качестве домашних питомцев
Много видов палочников легко содержатся в неволе. Более 300 видов выращивается в качестве домашних питомцев и в лабораториях.

## Охранный статус
4 вида привиденьевых занесены в Красный список угрожаемых видов МСОП (The IUCN Red List of Threatened Species), 2 — на грани исчезновения (CR), 1 — как вымирающий (EN) и ещё 1 — как уже исчезнувший:
 Carausius scotti — находящийся на грани исчезновения вид палочников из семейства Phasmatidae, эндемик небольшого острова Силуэт в Сейшельском архипелаге.
 Dryococelus australis — находящийся на грани исчезновения вид палочников из семейства Phasmatidae. Был почти истреблён на вулканическом острове Лорд-Хау (в юго-западной части Тихого океана) завезёнными туда человеком крысами. Позднее благодаря нескольким найденным экземплярам была начата программа по разведению этих палочников в неволе в Мельбурнском зоопарке, в зоопарках Сан-Диего, Торонто и Бристоля.
 Graeffea seychellensis — вымирающий вид палочников из семейства Phasmatidae, эндемик Сейшельских островов Маэ, Силуэт и Праслен.
 Pseudobactricia ridleyi — исчезнувший вид палочников из семейства Diapheromeridae. Известен по единственному экземпляру (взрослому самцу), найденному более 100 лет назад в тропическом лесу на крайней южной оконечности Малайского полуострова на территории Сингапура (Юго-Восточная Азия).

## Фильмография
- «Занимательно обо всём. Палочники» (фр. C'est pas sorcier. Stick insects) — научно-популярный фильм, снятый в 1994 г.